# Freilandhaltung

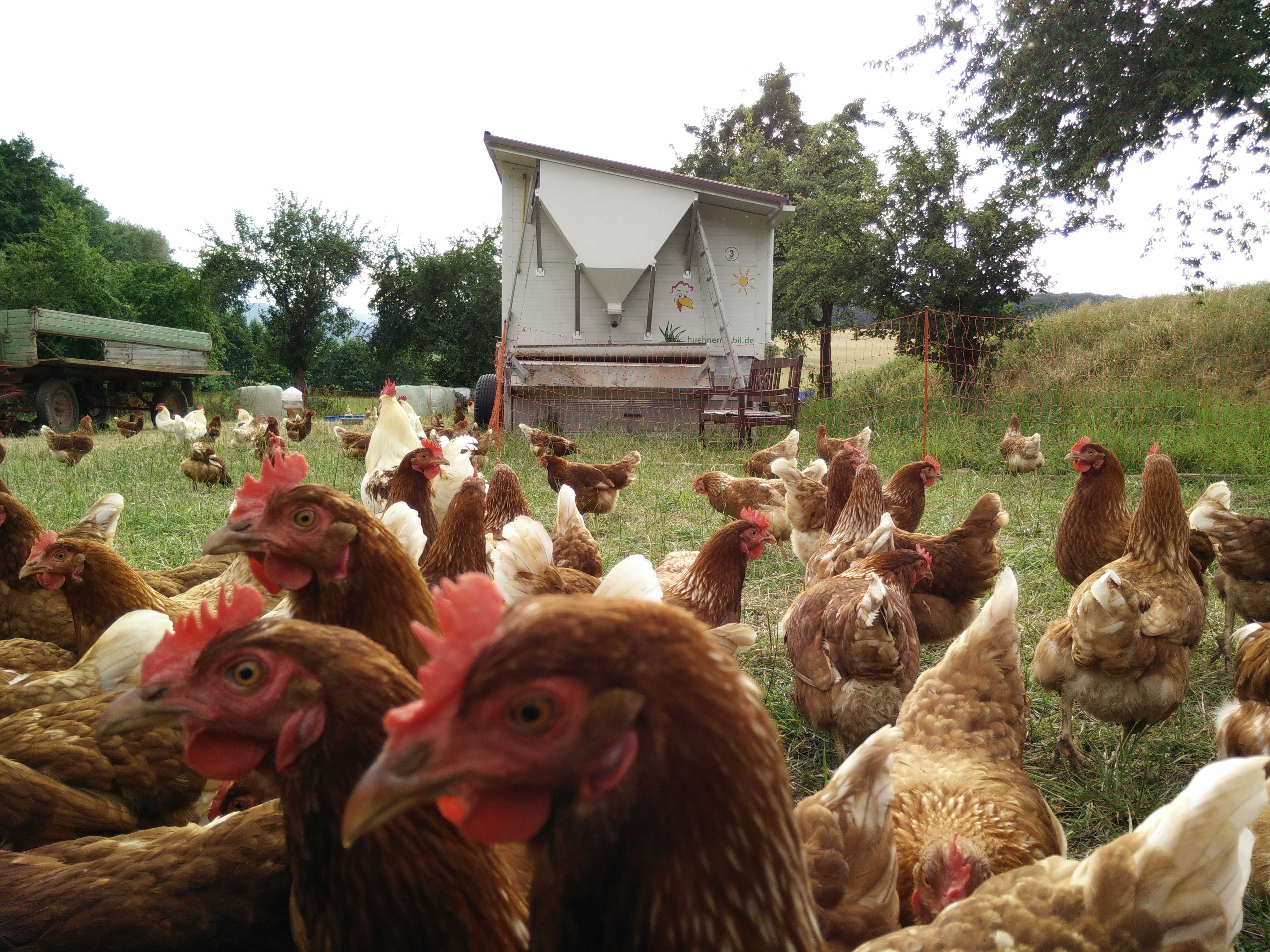
Hühner vor einem mobilen Stallsystem

Als Freilandhaltung wird die Haltung von Tieren, in der Regel von Nutztieren, auf einem Gelände mit Auslauf außerhalb von Ställen bezeichnet. Als Weiterentwicklung der stationären Freilandhaltung gibt es mobile Haltungssysteme, die sich vor allem für Legehennen und Masthähnchen eignen.
Dient die Freilandhaltung nicht zuerst der Aufbewahrung der Tiere, sondern zu deren Ernährung und selbständigem Futtererwerb, dann handelt es sich um Weidewirtschaft.

## Freilandhaltung bei verschiedenen Tierarten

### Sauenhaltung
In der alternativen Freilandhaltung werden etwa 15 Sauen pro Hektar auf ebener Fläche gehalten. Diese artgerechte Haltung ermöglicht hohe Tierleistungen bei niedrigen Investitionen und etwas höherem Futteraufwand. Sie ist aber aufgrund der flächenmäßig ungleichmäßigen Kot- und Harnverteilung weniger umweltverträglich als die Stallhaltung.

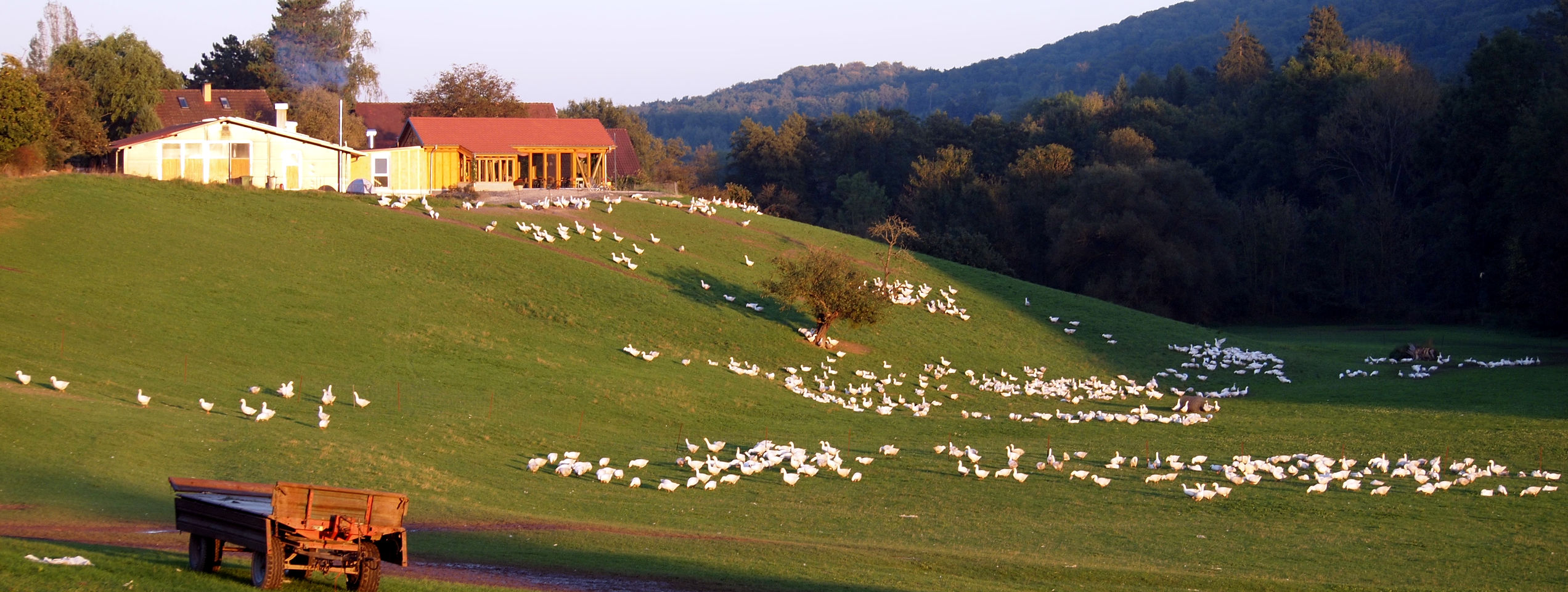
Gänse beim Kirbachhof

### Legehennenhaltung
In der Legehennenhaltung bedeutet Freilandhaltung, dass den Tieren ein Auslauf im Freien zur Verfügung steht, weswegen sie teilweise auch Auslaufhaltung genannt wird. In der ökologischen Landwirtschaft ist diese Haltungsform am verbreitetsten und unterliegt dort zusätzlichen Auflagen.

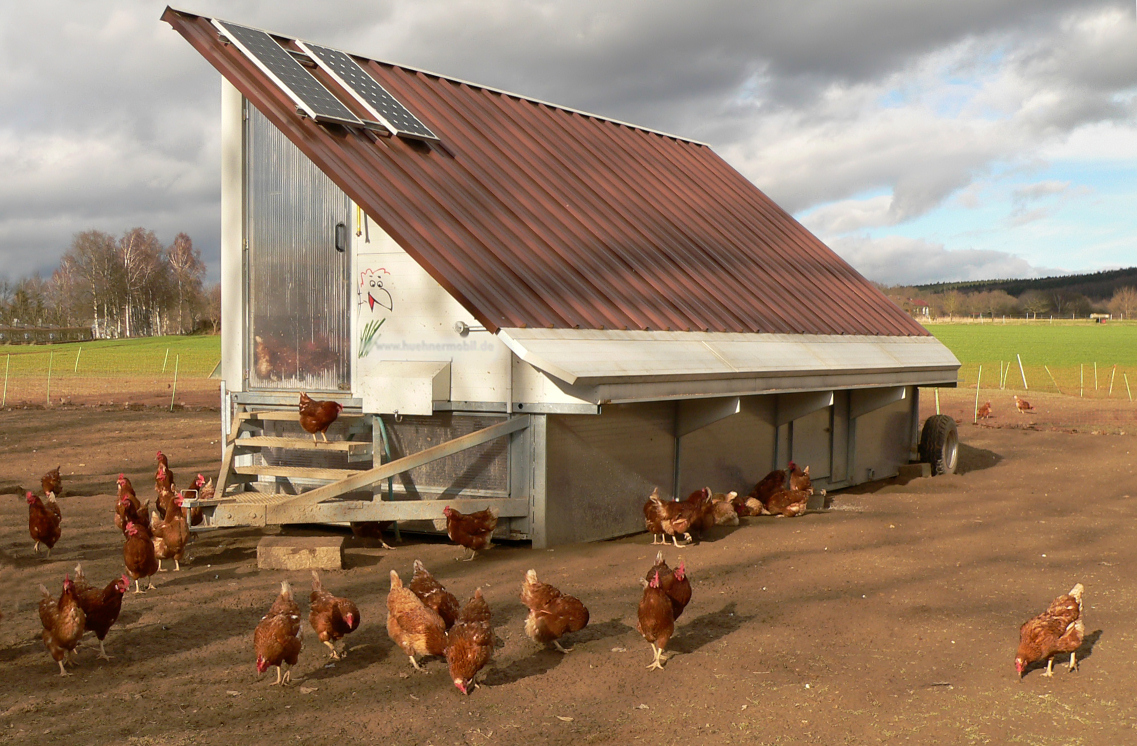
Moderner mobiler Hühnerstall

### Aquaristik
In der Aquaristik bedeutet Freilandhaltung die Haltung von meist nicht-einheimischen Fischen im Gartenteich oder Wasserbehältern im Außenbereich.

### Kaninchenhaltung

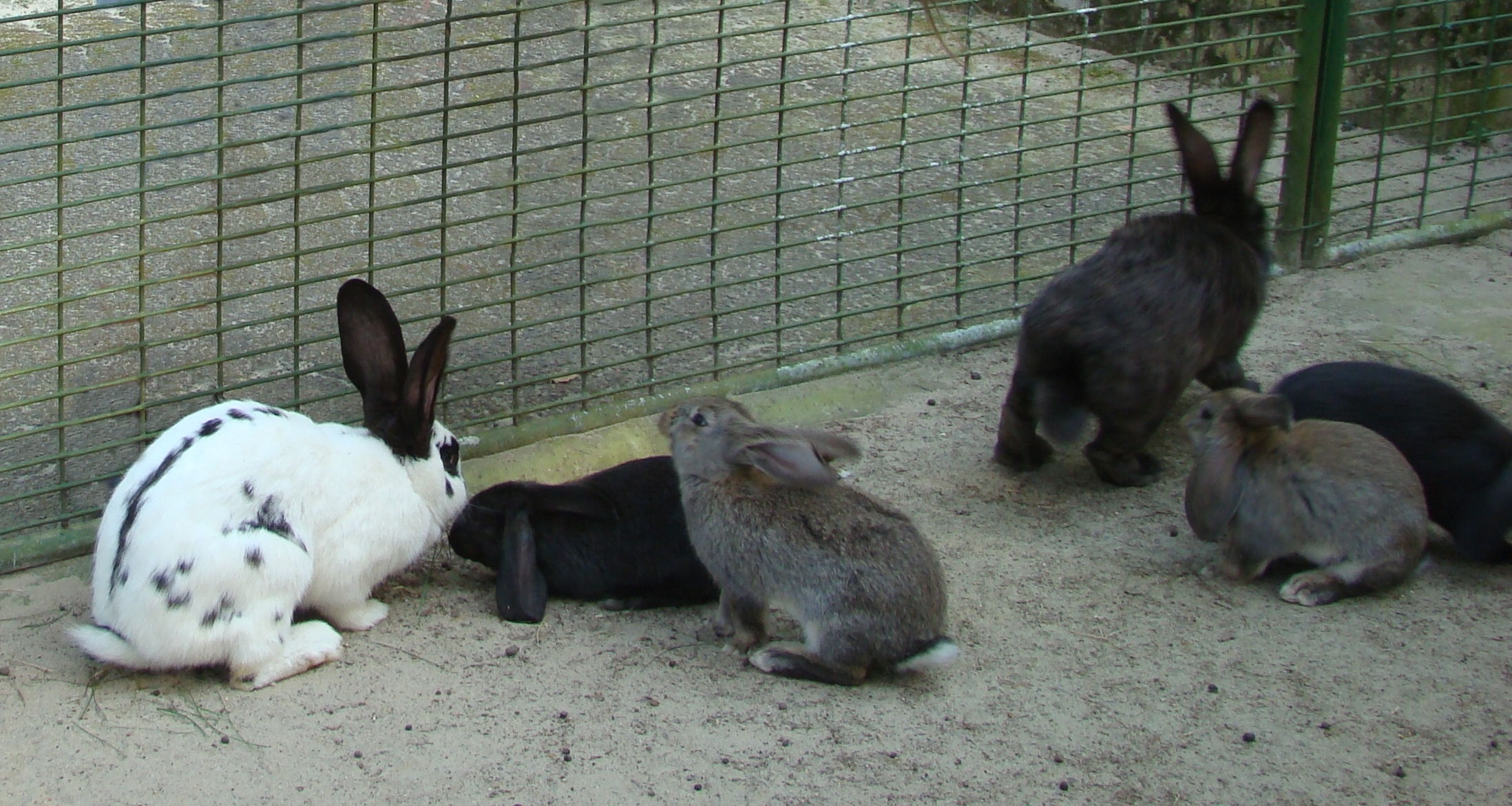
Kaninchenhaltung im Freien

In (Rasse-)Kaninchenzüchterkreisen werden Kaninchen grundsätzlich isoliert, einzeln in Buchten, Boxen und Käfigen gehalten. Dies erfolgt, obwohl gerade bei den ländlichen Züchtern Wiesenflächen vorhanden sind. Eine gewisse Art der Außen-Freilaufhaltung betreiben einige Züchter, indem sie diese kleinen Weidetiere im Sommer während der Schönwetterperioden in kleinen, versetzbaren Holz-Maschendrahtgehegen auf der flachen Wiese grasen lassen. Nachts werden die Tiere dann wieder einzeln in den Stall gesetzt. Diese Form der temporären Freilaufhaltung birgt viele Probleme in sich. Die Kokzidiosegefahr ist ungleich größer als bei der tradierten Buchtenhaltung. In den engen Auslaufgestellen kommt es zwischen Kaninchen zu teils blutigen Rangordnungskämpfen. Die äußerst reviergebundenen, scheuen, ängstlichen Fluchttiere werden durch das plötzliche Verbringen in eine andere Umgebung überfordert und reagieren mit übermäßigem Fluchtverhalten. Oftmals werden den Tieren innerhalb des Freilaufgeheges keine ausreichenden Schutz- und Zufluchtsorte angeboten. Dadurch wird bei drohender oder vermeintlicher Gefahr (z. B. ein Hund, eine Katze, ein ungewohntes, plötzlich auftretendes Geräusch etc.) in panischer Fluchtreaktion gegen den Maschendraht gelaufen. Ein reelles Flüchten in einen akzeptablen Unterschlupf (z. B. eine Hecke, eine Erdhöhle) ist de facto nicht möglich. Die Kaninchen sitzen auf der freien Wiese in ihrem Auslaufgitter also wie auf einem Präsentierteller. Als Reaktion versuchen sich die Kaninchen aus dem Gehege heraus zu buddeln. Von ihrer Wesensart sind Kaninchen so scheu, schreckhaft und ängstlich wie Wildtiere. Wenn sie die Möglichkeit haben, flüchten sie vor dem Menschen. Bei Ergreifen der Tiere ducken sie sich und versuchen still unentdeckt zu bleiben. Beim Hochheben erleben diese Tiere Todesangst und nehmen eine apathische, kauernde Haltung ein. Wenn diese Tiere auf den Rücken gedreht werden, so verfallen sie sogar in eine Art Schockstarre.
Eine neue Bewegung innerhalb tierwohlinteressierter Kaninchenhalter praktiziert andere Haltungskonzepte. Dabei werden die Tiere nicht unnötigerweise einem Einfangen, Hochheben, Herumtragen bzw. Ein- und Aussperren ausgesetzt. An verschiedenen Modellprojekten im Bereich käfigfreier Freilauf- und Freilandhaltung von Kaninchen wird gearbeitet. Die Eingrenzung und Absicherung des Kaninchenreviers wird unter Einsatz von elektrifizierbaren Kleintierweidezäunen erprobt. Diese hohen, engmaschigen Elektroweidezäune dienen in erster Linie als Schutz vor Fressfeinden. Bei dieser Form der Freilaufhaltung ist von Wichtigkeit, den Kaninchen innerhalb ihres Freilaufreviers eine akzeptable, im Sommer kühle „Höhle“ in einer natürlich strukturierten Landschaft anzubieten. Diese Kaninchenhöhle kann eine Scheune, Schuppen, ein Kellergeschosszimmer oder ein Steinhäuschen sein, das für den Betreuer stehenden Fußes begehbar ist. Dieser kühle Offenstall ist für die Kaninchen selbständig von ihrem Freilaufrevier durch eine Röhre oder eine Klappe ebenerdig erreichbar.

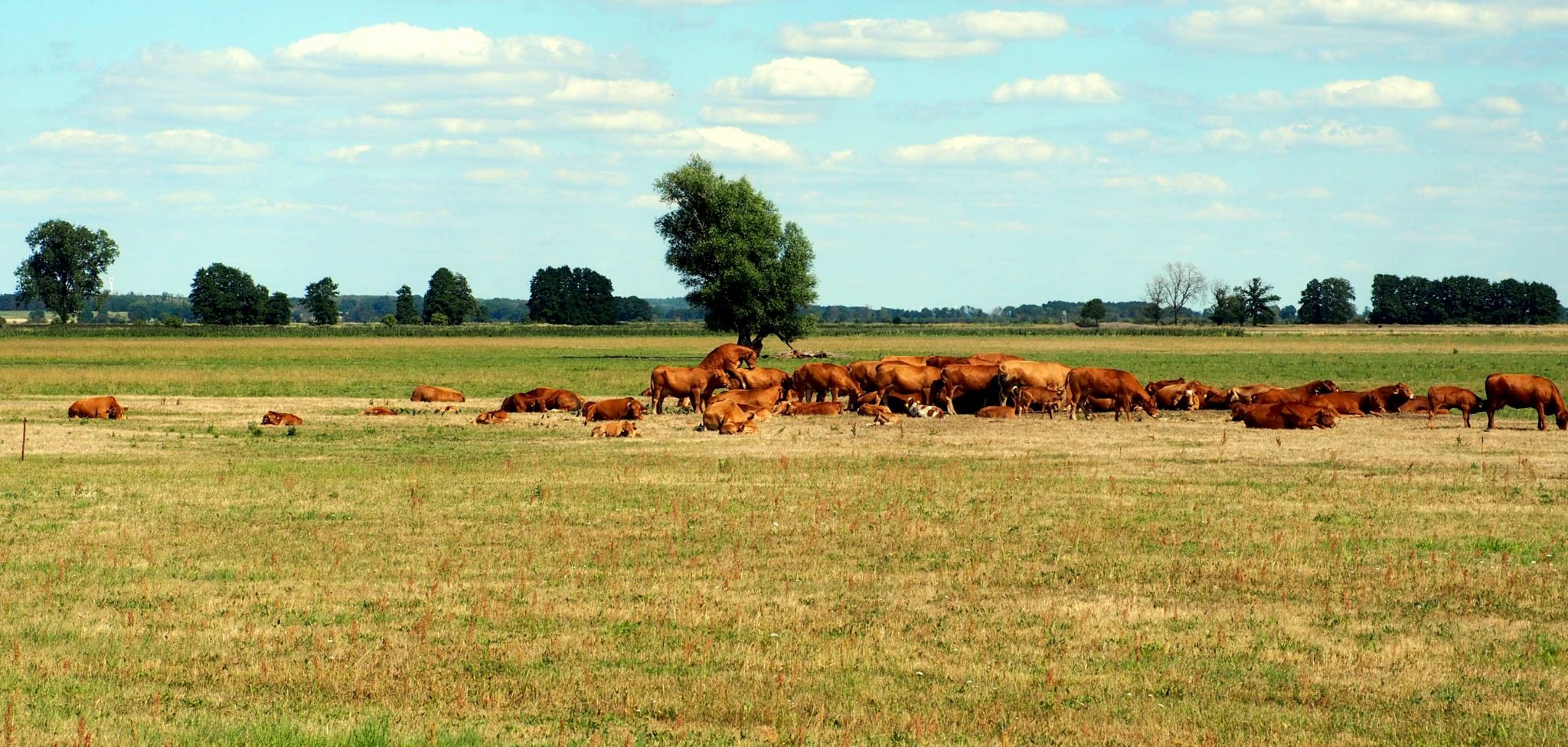
Rinder-Herde im Fiener Bruch

## Nachteile der Freilandhaltung in Verbindung mit Intensivtierhaltung
Hühner nutzen den Auslauf überwiegend in Stallnähe. Bei hoher Besatzdichte (wie bei industrieller Hühnerhaltung) führt das schnell zu einer Schädigung der Grasnarbe, sodass die anfallenden Nährstoffe aus dem Kot nicht mehr gebunden werden und ins Grundwasser gelangen können, wenn der Betrieb den Auslauf nicht entsprechend pflegt.
Die Tiere haben bei der Futtersuche Kontakt mit dem Kot und dadurch können Krankheitserreger aus dem Kot auf das Tier übergehen.
Allerdings tritt dies auch bei anderen Haltungsmethoden auf, insbesondere bei der Boden- und Käfighaltung von Legehennen. Abhilfe bei diesen Problemen können bei regelmäßigem Versatz und reduzierten Tierzahlen Mobile Stallsysteme schaffen.

## Verbot bei Seuchengefahr
Vom 20. Oktober 2005 bis zum 15. Dezember 2005 war die Freilandhaltung von Hühnern in ganz Deutschland sowie in Österreich und in der Schweiz verboten worden und die Aufstallung vorgeschrieben. Diese Maßnahme sollte das Ausbreiten der Vogelgrippe H5N1, die aus Asien nach Europa gelangt ist, verhindern und wurde auch danach zeitweise über betroffene Gebiete (Sperrbezirke) verhängt.